# Dado (artista)

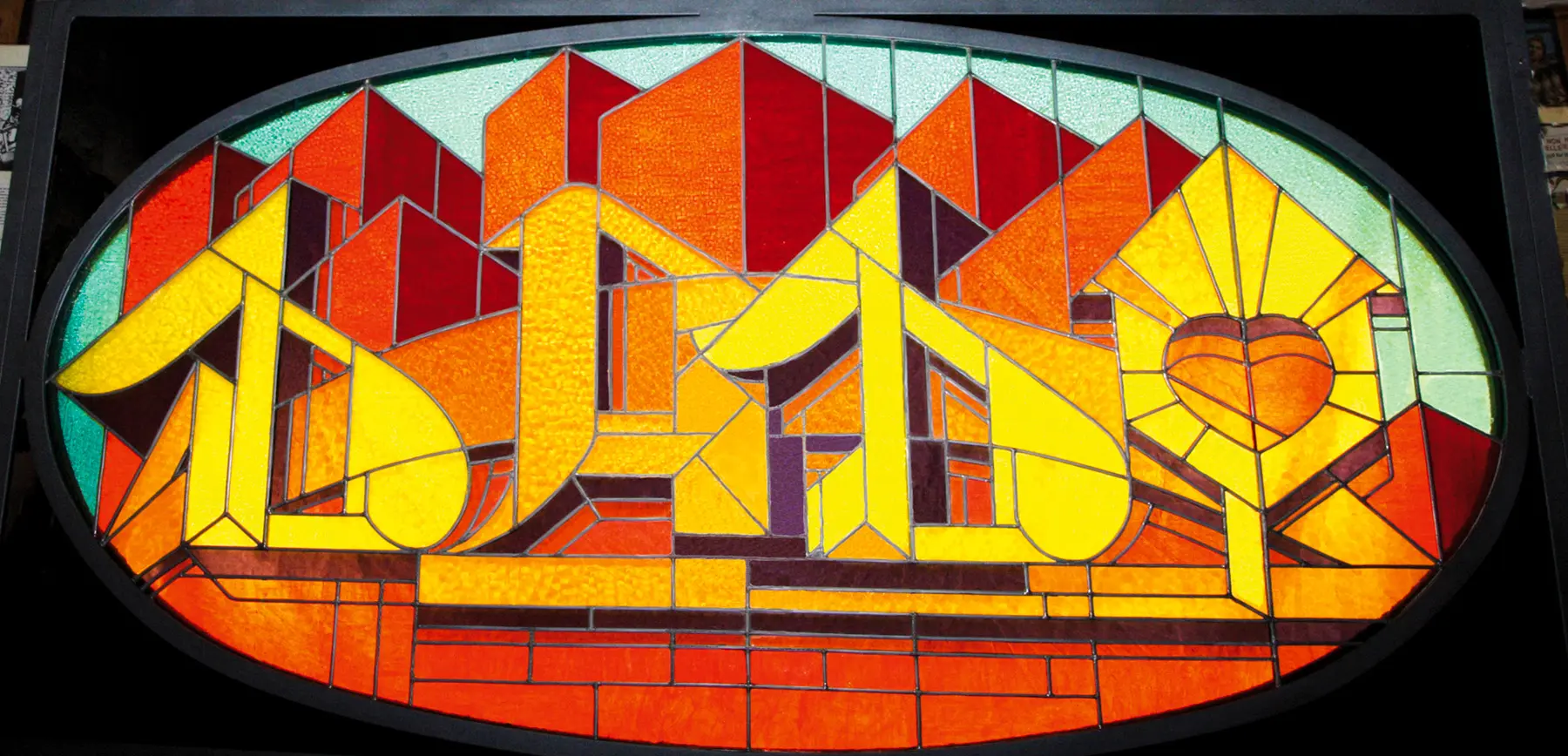
Vetrata lavorata in stile Tiffany. Opera esposta nel 2008, alla mostra "Scala Mercalli", curata da Gianluca Marziani, presso l'auditorium della musica a Roma. Esempio di come l'artista Dado abbia portato avanti i due linguaggi (della strada e dell'arte contemporanea), trasformando i pezzi dipinti sui muri delle città, in elementi architettonici.

Alessandro Ferri, in arte Dado (Bologna, 1975), è un artista italiano.

## Biografia
Dado è un artista e teorico del writing, arte legata al graffitismo e sviluppatasi poi come arte di strada. Dado è lo pseudonimo di Alessandro Ferri che, come prima esperienza adolescenziale, inizia a 13 anni a cimentarsi nel lettering a Bologna. Sono gli anni 1990, un momento storico di grande fermento sociale e creativo che porterà l'affermarsi del capoluogo emiliano nella scena hip hop.  
Dado consegue il diploma al liceo artistico Arcangelidi Bologna e poi si specializza in pittura e scultura alla Accademia di belle arti di Bologna, città dove attualmente vive e lavora. Si laurea con il maestro Concetto Pozzati, scrivendo una tesi sperimentale sulla fenomenologia degli stili all'interno del writing. 
Da qui inizia la sua esperienza nel mondo dell'arte convenzionale con due mostre: nel 1993 viene invitato ad eseguire una performance per conto di Cuoghi Corsello all'interno della mostra Bombing Party presso la Careof Art Gallery di Cusano Milanino ; nel 1995 partecipa alla mostra personale degli artisti Cuoghi Corsello, intitolata La famiglia. 
Nel 1996 dipinge con Phase 2, pioniere del graffitismo newyorkese. Queste prime esperienze, portano Dado a sperimentare fin da subito due linguaggi: quello dell'arte legata alla strada (dove riscuote enorme successo tra gli anni 1990 e 2000, grazie al suo stile riconosciuto a livello internazionale) e quello dell'arte contemporanea. 
La capacità di instaurare questi due linguaggi all'interno della sua produzione artistica si esprime, in una seconda fase, nella trasformazione del disegno murale in bassorilievo, creando opere che vengono esposte nelle seguenti mostre: Non ci sei solo tU (2005), curata da Fabiola Naldi; Street Art. Sweet Art. presso il PAC di Milano (2007). Queste due mostre sono state anticipate da due installazioni illegali nella città di Bologna: un bassorilievo sotto il ponte di Via Massarenti e una scultura posizionata al centro della rotonda di via Aldo Moro, chiamata Il muro del Reato.
Di conseguenza, i graffiti noti come elemento costante in tutte le città, vengono continuamente tradotti dall'artista in elementi architettonici delle città, trasformando l'elemento "graffito" ora in Vetrata Tiffany ora in battiscopa, poi in arco e colonne. La Vetrata Tiffany è esposta nel 2008 alla mostra Scala Mercalli, presso l’auditorium della musica a Roma, a cura di Gianluca Marziani.
Come teorico del writing, Dado rielabora la tesi accademica, stravolgendola e rendendola un testo teorico di riferimento per la critica contemporanea, pubblica così nel 2021 il libro dal titolo Teoria del Writng. La ricerca dello Stile. Nel libro, Dado rifiuta di parlare della sua arte solo in termini di "graffiti", troppo spesso interpretati come mero atto di trasgressione che ne semplifica il complesso processo creativo che è sempre in rapporto al contesto urbano ed alla scena internazionale. Corredato da un'ampia documentazione grafica, "Teoria del writing" è tra i testi più precisi ed esaustivi che esistono per la ricostruzione delle dinamiche grafiche dei diversi stili del writing. Non si tratta però solo di un testo tecnico: l'autore mostra bene infatti come il writing corrisponda a una disciplina completa, un modo di osservare e vivere l'ambiente urbano che è intriso di una sensibilità specifica, con connessioni e risonanze che vanno dallo shodo giapponese alla grafologia. In questo senso, Teoria del writing è anche una dichiarazione d'amore e una celebrazione appassionata del writing come modo di esistenza e di esperienza delle cose.
Dado partecipa in veste di relatore a seminari organizzati presso l’Accademia di Bologna e le Università di Padova, Venezia e Trento e MAMbo - Museo d'arte moderna di Bologna.
Collabora con artisti italiani e stranieri come Cuoghi Corsello, Per FX, Phase 2, Blu.

## Principali esposizioni
- 2016, AILANTO (Ailanthus altissima), Modena (IT)[5]
- 2015, OPEN LETTERS, Mambo, Bologna [6]
- 2014, ITALIAN ART IN THE THIRD MILLENNIUM, Bruxelles[7]
- 2013, WRITING, STREET ART and PUBLIC SPACE, Museo d'Arte Moderna, Bologna[8]
- 2013, CANS IN FRAME, Museion of Bolzano[9]
- 2013 MAR di Ravenna
- 2011, Biennale di Venezia
- 2007, PAC di Milano
- 1995,  Partecipazione a La Famiglia, personale di Cuoghi e Corsello presso Cattellani Art Gallery, Modena